# L'amore più grande
L'amore più grande (My Son John) è un film del 1952 diretto da Leo McCarey.

## Trama
Di ritorno da un viaggio all'estero John Jefferson appare stranamente cambiato. La madre è sconvolta dal modo in cui i sentimenti del figlio verso i genitori sembrino finiti. Tra gli strani comportamenti, l'inusuale rifiuto di accompagnarli alla messa domenicale e le prese in giro e i sorrisi beffardi alle parole di giubilo sul patriottismo del padre. La povera madre non si capacita di cosa possa aver cambiato il carattere di John, solitamente amorevole e religiosamente praticante. Inoltre John riceve strane telefonate e si reca ad altrettanto strane riunioni, di cui non fornisce alcuna spiegazione.

## Produzione
Robert Walker morì durante la produzione del film, dopo aver girato solo parte delle sue scene; vennero così apportate alcune modifiche alla sceneggiatura, e per ovviare alla mancanza dell'attore vennero inserite alcune sue sequenze del film L'altro uomo dell'anno prima. La scena finale, in cui viene mostrata una registrazione del suo personaggio che tiene un discorso anticomunista è illuminato da un'aureola attorno alla pellicola.

### Luoghi delle riprese
Gli esterni vennero girati a Manassas, nello Stato della Virginia, e a Washington.

## Distribuzione
Distribuito nelle sale statunitensi l'8 aprile 1952; in Italia uscì nell'aprile del 1954.